# Helmut Fink
Pour les articles homonymes, voir Fink.
Helmut Fink ou Helmuth Fink était un arbitre allemand de football des années 1930 et 1940. Il était affilié à Francfort-sur-le-Main.

## Carrière
Il a officié dans des compétitions majeures : 
- JO 1936 (1 match)
- Coupe d'Allemagne de football 1941 (finale)